# Karakudschur
Der Karakudschur ist der rechte Quellfluss des Dschoon-Aryk in Kirgisistan (Zentralasien).
Der Karakudschur wird von den Gletschern an der Südseite des Terskej-Alataus gespeist. Er fließt in westlicher Richtung entlang der Südflanke des Gebirgszugs und trifft nach etwa 80 km auf den von Süden heranströmenden
Tölök. Beide Flüsse vereinigen sich zum Dschoon-Aryk. Der Karakudschur entwässert ein Areal von 1240 km². Der mittlere Abfluss beträgt 8,21 m³/s.